# Hojanovice
Hojanovice (německy Hojanowitz) jsou obec v okrese Pelhřimov v Kraji Vysočina. Žije zde 102 obyvatel.

## Historie
První písemná zmínka o obci pochází z roku 1318.

## Obyvatelstvo
| Rok            | 1869 | 1880 | 1890 | 1900 | 1910 | 1921 | 1930 | 1950 | 1961 | 1970 | 1980 | 1991 | 2001 | 2011 | 2021 |
| -------------- | ---- | ---- | ---- | ---- | ---- | ---- | ---- | ---- | ---- | ---- | ---- | ---- | ---- | ---- | ---- |
| Počet obyvatel | 218  | 271  | 249  | 245  | 231  | 227  | 200  | 166  | 163  | 160  | 121  | 102  | 97   | 97   | 109  |
| Počet domů     | 31   | 30   | 35   | 37   | 37   | 36   | 38   | 38   | 34   | 37   | 34   | 45   | 46   | 50   | 53   |

## Obecní správa
V letech 1869–1890 Hojanovice byly jako osada obce k Vojslavicím v okrese Německý Brod. Od roku 1900 jsou obcí v okrese Německý Brod (1900), poté v okrese Humpolec (1910–1950) a později v okrese Pelhřimov.